# Алоа (Па де Кале)
Алоа (фр. Halloy) насеље је и општина у североисточној Француској у региону Север-Па д Кале, у департману Па де Кале која припада префектури Арас.
По подацима из 2011. године у општини је живело 239 становника, а густина насељености је износила 70,29 становника/km². Општина се простире на површини од 3,4 km². Налази се на средњој надморској висини од 147 метара (максималној 158 m, а минималној 115 m).

## Демографија
| 1962. | 1968. | 1975. | 1982. | 1990. | 1999. | 2011. |
| ----- | ----- | ----- | ----- | ----- | ----- | ----- |
| 274   | 286   | 259   | 250   | 223   | 209   | 239   |

График промене броја становника у току последњих година